# Jenny Jansson
Jenny Jansson, född 27 november 1990, är en svensk fotbollsspelare som spelar för IK Sirius. Janssons moderklubb är Danmarks IF och hon har även tidigare spelat för Bälinge IF.